# 日立妻子6人殺害事件
日立妻子6人殺害事件（ひたちさいしろくにんさつがいじけん）とは、2017年（平成29年）10月6日に茨城県日立市田尻町二丁目で発生した殺人・非現住建造物等放火事件。小松 博文（こまつ ひろぶみ、事件当時32歳）が就寝中の妻子6人を刺殺し、自宅に放火した事件である。
小松は第一審の水戸地裁（裁判員裁判）で死刑判決を言い渡され、控訴・上告も棄却されたため、2025年（令和7年）3月に死刑が確定した。水戸地裁では裁判員制度が導入されて以降、初の死刑求刑、死刑判決宣告事件である。

## 事件の経緯
被害者は、小松の妻A（当時33歳）・長女B（当時11歳）・長男C（当時7歳）・次男D（当時5歳）と、双子の三男Eおよび四男F（ともに3歳）の計6人である。起訴状によれば、小松は2017年10月6日4時40分ごろ、自宅和室で、柳刃包丁（刃体の長さ約22 cm）を用い、就寝中の妻Aや子供5人をそれぞれ複数回刺した。その後、玄関付近にガソリンを撒いた上で、ライターで着火した紙片を、ガソリンを撒いた床に落とすことで放火し、6人を死亡させたとされている。
火災は5時48分に鎮火したが、焼け跡（寝室として用いられていた和室）から、妻Aと息子4人 (C・D・E・F) が、それぞれ遺体で発見された。同所から発見され、意識不明状態で病院に搬送された長女Bも、6時54分ごろ、搬送先の病院（日立市内）で死亡した。死因は、母親Aと長男Cが、それぞれ多発鋭器損傷と急性一酸化炭素中毒の競合によるもの、長女Bは多発鋭器損傷による失血が主因、一酸化炭素吸引が従因である。次男Dは肺動脈損傷による心嚢内血腫（心タンポナーデ）、三男Eは急性一酸化炭素中毒、四男Fは失血と急性一酸化炭素中毒の競合である。
小松は犯行後、ガソリンをかぶって自殺することを考えていたが、犯行直後に下半身の着衣に引火。その熱さに耐えきれず逃げ、他の方法で自殺を考えて公園に行ったものの、最終的には何もできなかった。同日5時ごろ、小松は日立警察署（茨城県警察）に「家族を殺して自宅に放火した」と自首。病院に搬送されたBの体に複数の刺し傷・切り傷が確認されたことから、日立署は小松をBへの殺人容疑で逮捕（緊急逮捕）した。その後、10月26日には妻と残る子供4人（計5人）への殺人容疑と、現住建造物等放火容疑でも再逮捕されている。
近隣住民の1人は、妻Aについて「双子が生まれる少し前、Aが『嘘をついてお金を取られるので夫と別れたい』とこぼしていた」と証言した一方、別の近隣住民や職場の同僚からは「（小松は）子煩悩な父親」という証言もあった。後の公判で、検察官は「小松は事件前、Aから離婚話を切り出され、『（自分がAを殺せば）子どもたちは殺人犯の父親を持つことになりかわいそう』と逡巡はしたものの、『Aを他の男に取られるくらいなら』と再考し、殺害におよんだ」「事前に凶器の包丁やガソリンを準備した計画的犯行だ」と指摘している。また、妻Aの友人も事件前の小松について、働かず、子どもたちの目の前で物を投げたり、妻に暴力を振るったりしていた旨を証言している。

### 犯行動機
小松は、『新潮45』（新潮社）編集部に宛てた手記で、犯行直前の2017年9月30日に妻Aが他の男性と浮気していたことを知り、問い詰めたAから離婚を切り出されたこと、離婚話のもつれから一家心中の方法などを考えたこと、10月4日にホームセンターでロープが目に入り、自殺のための道具としてそれと柳刃包丁を購入したこと、5日には最後の団らんを過ごしたが、6日未明の犯行直前まで葛藤していたこと、妻子を刺した直後に自殺を考えたが、自殺に用いる道具がなく、警察に出頭したことなどを主張している。また、逮捕後も「どうにか死ねないものか」と考えていたことや、般若心経を写経していること、裁判では争わず、死刑を受け入れるつもりでいることなども述べていた。
なお、小松は2007年（平成19年）に道路交通法違反（無免許運転）、業務上過失傷害の罪で執行猶予付き懲役刑を言い渡された。しかし、その猶予期間中である2010年（平成22年）には、道路交通法違反（無免許・速度違反）の罪で懲役10月の実刑判決を受け、2011年（平成23年）7月12日に仮釈放されるまで、黒羽刑務所に服役した前科がある。出所後、小松は新聞配達のアルバイトをしたり、福島第一原子力発電所の除染作業をしたりして生計を立て、ひたちなか市の運送会社で働くようになったが、大型免許の取得に必要な（運転免許取得からの）経験年数3年に満たないことが判明し、2016年6月に辞職して以降はAとともにパチンコに行くような生活を続けていた。2017年春からAはスナックで、6月からは小松も日立市の自動車修理店で働くようになった。小松の勤務態度は真面目だったが、スナックからの帰りが遅くなるようになったAに対し疑念を抱くようになり、9月30日、BとCが通う小学校の運動会からの帰途、Aのスマートフォンのメッセージ履歴からAの浮気を知った。なお、自動車修理工場には10月2日に「妻が入院するため、しばらく会社を休む」とのメモを残し、それ以降は出社していなかった。

## 刑事裁判
被疑者として逮捕された小松は取り調べに対し、動機について「妻から別れ話を切り出された」などと供述した。水戸地方検察庁は11月8日から2018年（平成30年）2月16日まで小松を鑑定留置した結果、刑事責任能力を問えると判断。同年2月23日に殺人罪・非現住建造物等放火罪で、小松を水戸地方裁判所に起訴した。また、小松は同年7月17日に偽造運転免許証を用い、携帯電話などをだまし取った有印公文書偽造・詐欺などの疑いでも再逮捕され、同年8月に詐欺罪などで追起訴されている。
起訴後の同年11月26日、日立署に勾留されていた小松は持病の肺高血圧症によって倒れ、一時心肺停止状態に陥ったため、その後遺症で記憶の一部が欠落した。このため、弁護人は詐欺罪などの区分審理および、殺人事件などの本審理（裁判員裁判）を通じ、「小松には訴訟能力がない」として公訴棄却を求めたが、水戸地裁（結城剛行裁判長）は「今後、被告人（小松）の記憶が回復する見込みはない」と認定した一方、「小松は訴訟行為を理解しており、訴訟能力を有している。弁護人などの援助によって訴訟を進行することは可能」と判断し、弁護人の訴えを退けた。同地裁は区分審理の判決公判（2021年〈令和3年〉3月25日）で詐欺罪などについて、小松を有罪とする部分判決を言い渡している。また、本審理でも弁護人の同様の訴えを退け、訴訟を進行している。

### 第一審
事件当時の被告人（小松）の精神状態について、検察官は「出頭後に事件経緯を具体的に説明できており、完全な責任能力があった」と、小松の弁護人は「妻Aから離婚を切り出されてほとんど眠れず、善悪の判断能力や、行動を制御する能力がほとんど失われていた（心神喪失）か、著しく低下した状態（心神耗弱）だった」と主張している。一方、事件後に小松の精神鑑定を担当した医師2人は、いずれも心神喪失に否定的な見解を示している。
2021年5月31日に水戸地裁（結城剛行裁判長）で、殺人罪・非現住建造物等放火罪（被告人：小松）について審理する裁判員裁判の初公判が開かれた。事件番号は平成30年(わ)第102号などで、初公判 - 論告求刑公判（6月17日）までに全12回の公判が開かれた。
第10回公判（2021年6月15日）では、検察官と弁護人による被告人質問が実施されたが、小松は「凶器の包丁や、ガソリンを入れた携行缶などの購入については覚えていない。事件前最後の記憶は、事件4日前にAと親しかったという男性の自宅に出向き、関係を尋ねたことだ」と話した一方、検察官から「LINEのやり取り（妻の浮気を疑うようになったきっかけ）は記憶に残っているか」と問われ、「記憶にはある」と回答したものの、「自身の頭の中に映像として残っているか」との問いには「映像としては残っていない。資料で読んだものだと思う」などと説明を変化させていた。また、殺害や放火の記憶については「覚えていない」と述べた一方、「犯行後、手足に傷跡や火傷痕があり、警察から取り調べを受けた記憶はある。自分が6人を殺したなら責任を取る。極刑も覚悟している」と述べた。
2021年6月17日に論告求刑公判が開かれ、検察官は小松に死刑を求刑した。一方、弁護人は最終弁論で、公訴棄却を求めた上で、仮に公訴棄却とならない場合でも、「事件当時は責任能力に問題があった」として、無罪にするか、量刑を減軽するよう求めた。

#### 死刑判決
同年6月30日の判決公判で、水戸地裁（結城剛行裁判長）は小松に求刑通り死刑を言い渡した。
弁護人は訴訟能力だけでなく、事実認定に関しても、「小松には事件当時の記憶がない」として、殺害・放火行為を行ったことを争い、「仮に小松が犯人だとしても、当時の彼は意識解離状態で殺意はなく、被害者6人は一酸化炭素中毒死しているため、刺突行為と6人の死亡に因果関係はない」と主張した。しかし、水戸地裁 (2021) は判決理由で、「証拠上、小松が6人を刺して死亡させた上で、自宅に放火したことは強く推認される。また、小松は出頭後、6人を刺して放火した状況などを自ら詳細に供述しているが、それらの供述は各種証拠と合致していることから、捜査段階の供述は信用でき、殺意も認められる」として、小松が6人を殺害した犯人であると認定。その上で、「事件当時、小松はうつ病や意識解離状態ではなく、心神耗弱や心神喪失だったとする弁護人の主張は認められない。胸部や腹部などの急所を柳刃包丁で突き刺したことから、刺突行為の際に6人全員への殺意を抱いていたことも明白だ」と指摘した。
また、量刑の理由では「6人の生命が奪われた結果は重大で、事前に柳刃包丁やロープを用意するなど計画性も高く、『妻子を他の男に奪われたくない』という身勝手な動機に酌量の余地はない」と指摘。小松の自首についても、「自首によって警察や消防が駆けつけ、消火活動が開始されたことにより、現場に残された証拠の保全・確保にも繋がったことなどを踏まえると、小松の自首は事件の真相解明や火災による被害拡大の防止に一定程度貢献したといえる。しかし、たとえ自首がなかったとしても、現場となった集合住宅の一室である小松宅で火災が発生していたことから、事件の発生そのものはすぐに発覚していたと考えられる。また、小松以外のすべての居住者が殺害されていること、小松の事件直後の身なりなどからして、小松は早期に犯人として浮上したものと考えられるから、小松の自首が犯行の真相解明に貢献した度合いは限定的と言わざるを得ない。小松は取り調べの段階では、犯行を反省悔悟していたことが窺えるが、自首そのものの動機は、自殺できず警察署へ出頭するほかにどうしていいかわからなかったためだったことが主たるものと見るべきであって、真摯な反省悔悟の情に基づいて自首したことが明らかとはいえない。よって、小松の自首は死刑を回避すべき事情とまではいえない」とした。
小松は判決を不服として、同年7月1日付で東京高裁へ控訴した。

### 控訴審
控訴審の審理は、東京高裁（伊藤雅人裁判長）に係属した。係属する裁判部（伊藤の担当部）は第5刑事部で、事件番号は令和3年(う)第1265号。
弁護側は控訴審で、小松は事件に関する記憶を喪失しているため、訴訟能力が認められないとして、原判決を破棄差戻しとすることや、小松の記憶が回復するまで公判手続を停止することを求めていた。その上で量刑不当の主張も展開し、犯行動機は家族を失う絶望であったと主張。殺人を再犯する可能性が低い（家族という閉鎖的な人間関係の中で起きた事件であり、計画性もない）ことを挙げ、死刑回避を求めた。一方、検察側は「手続きに問題はない」として控訴棄却を求めた。

#### 控訴棄却判決
同年4月21日に控訴審判決公判が開かれ、東京高裁（伊藤雅人裁判長）は原判決に対する小松の控訴を棄却する判決を言い渡した。弁護側は判決を不服として、同日付で最高裁へ上告した。
同高裁は小松の記憶喪失を認定した一方、物事の理解力や判断力、意思疎通能力は障害されておらず、小松は弁護人から援助を受ければ裁判を受けることができる状態にあったと判断し、弁護側の「小松は記憶喪失のため、訴訟能力が認められない」という法令違反の主張を退けた。また、弁護側が同時に展開していた事実誤認・量刑不当の主張も退け、犯行には一定の計画性があったと認定。動機についても、妻と懇意にしていた男性に家族を取られたくないというものだったと認定し、犯行の残虐性や動機の身勝手さ、結果の重大性などから、死刑を回避すべき事情は認められないと判断した。

### 上告審
上告審の公判は2025年（令和7年）1月20日、　最高裁第二小法廷（草野耕一裁判長）で開かれ、同日の弁論で小松の弁護人は、犯行に計画性がない点、小松は心不全の後遺症で犯行時の記憶を有していない点などを訴え、公訴棄却とするよう求めた一方、検察官は死刑とした控訴審判決は正当であるとして上告棄却を求め、結審した。なお小松は2024年（令和6年）11月時点で「D」に改姓している。
同年2月21日に上告審判決公判かが開かれ、同小法廷は小松の上告を棄却する判決を言い渡した。小松は同小法廷に判決訂正申立を行ったが、それも同年3月10日の決定で棄却されたため、小松の死刑が確定した。